# Kloster Maria im Paradies
Das Kloster Maria im Paradies steht in Pichl 23 auf einem Almboden in circa 1300 m Höhe in der Marktgemeinde Sankt Veit im Pongau im Bezirk St. Johann im Pongau im Land Salzburg.

## Geschichte
Auf Initiative von Erzbischof Karl Berg und Weihbischof Jakob Mayr kamen 1984 Schwestern des streng kontemplativen Ordens Monastische Familie von Betlehem, der Aufnahme Mariens in den Himmel und des heiligen Bruno auf die Kinderalm. Die ehemaligen Almhütten, vormals Dependance einer Sommerheilstätte für lungenkranke Kinder der ehemaligen Lungenheilstätte Grafenhof, wurden winterfest gemacht und von 1985 bis 1994 zu einem Kloster umgebaut, das sogenannte Untere Haus, mit einer Kapelle, Besucher- und Gästebereichen auch für Außenstehende und einigen anderen Gemeinschaftsräumen.
1995 wurde das sogenannte Obere Haus, eine Klosterkirche der Einsamkeit, nach den Plänen der Diplomarbeit an der Akademie der bildenden Künste Wien bei Gustav Peichl des Architekten Matthias Mulitzer erbaut und am ersten Adventsonntag 1995 von Erzbischof Georg Eder geweiht. Danach begann Bauarbeiten für einen Zellentrakt rund um einen Kreuzganghof für 17 Eremitagen, wo Schwestern in strenger Klausur mit Chorgebet und Eucharistiefeier leben, verbunden mit der Kirche und einem Refektorium, Kapitelsaal und Bibliothek, welche am 20. September 2008 von Erzbischof Alois Kothgasser geweiht wurde.

## Oberes Haus
Die geostete Klosterkirche bildet mit dem angebauten Refektorium und dem darüber liegenden Kapitelsaal mit einer Bibliothek als zweigeschoßigem Galerieraum einen längsrechteckigen Baukörper, getrennt durch einen Durchgang mit beidseitigen Wendeltreppen zu den Gastemporen. Die Wände sind vorgefertigte Fichte-Massivholz-Platten, außen mit einer Lärchenholzfassade verschalt, das Satteldach ist im Osten beim Chor über einen Dreiseitschluss abgewalmt, der Zwischentrakt der Wendeltreppen trägt den Dachreiter. Westlich schließt sich der quadratische Klosterhof mit einem Brunnen und einem umlaufenden überdachten Kreuzweggang an, wieder westlich folgt ein Pavillon an einen Teich, und wieder westlich steht eine freistehende Kapelle, alles in einer Achse, welche die südliche Front des Oberen Hauses bildet. Südseitig der Kirche befindet sich der Klosterfriedhof.
Das streng symmetrisch gehaltene geostete Kircheninnere hat ein 17 m langes, 7 m breites und 10 m hohes längsrechteckiges Langhaus mit einem erhöhten Chor mit einer halbkreisförmigen Apsis mit einem Kuppelgewölbe über eine mittig angeordnete Betonstiege mit sechs Stufen vom Langhaus betretbar. Die rundbogigen Fenster liegen hoch knapp unter dem Ansatz des Tonnengewölbes. Auf der Ebene des Chores befindet sich links die Sakristei und rechts ein kleiner Kapellenraum. Das Langhaus steht in der Nutzung als Schwesternchor mit beidseitigem Chorgestühl aus Zirbenholz. Da die Klosterkirche nach den Klosterregeln von Laien nicht betreten werden darf, gibt es zwei kleine Emporen, welche über externe Stiegen erschlossen sind. Das Langhaus und der Chor sind längs an den Wänden und am Tonnengewölbe holzgetäfelt, das Chorgestühl läuft vor dem Chor aus und endet übereck in lebensgroßen Ikonen. Die Chorfront und die Apsis sind hell mit Lehm verputzt, die Session verläuft als Sitzbank entlang der halbrunden Apsis, mittig erhöht für den Priester. Die Nutzung des Klosterkirche wie auch der Liturgischen Orte erfolgt nach dem westlichen Ritus.
Im Südwesten befindet sich eine freistehende schlichte Kapelle mit einem zweigeteilten dunkel gehaltenen Kapellenraum, mit einem ersten Raum mit Chorgestühl und einem zweiten Raum als Chor mit einem zentralen Altarbild mit einem Motiv aus der orthodoxen Liturgie.
Nördlich der Südfront schließen die reihenhausartig verschachtelten Eremitagen der Schwestern an, welche über gedeckte Gänge verbunden sind.

## Unteres Haus
Erst nach längerem Weg wird das Obere Haus erreicht, wobei vorher das Untere Haus betreten wird. Ebendort befindet sich für die Gäste eine Anbetungskapelle, welche eine dunkle, mystisch anmutende, stark kontemplative Raumwirkung hat. Nur einige Bildelemente mit Darstellungen aus der ostkirchlichen Liturgie sind sparsam ausgeleuchtet.

## Auszeichnungen
- 2008 Ernst-A.-Plischke-Preis Anerkennungspreis